# الكتلة الاشتراكية الوطنية

علم الكتلة الاشتراكية الوطنية.

الكتلة الاشتراكية الوطنية (باللغة السويدية : Nationalsocialistiska Blocket ) حزبا سياسيا اشتراكيا قوميا تم تشكيله في نهاية عام 1933 من خلال اندماج Nationalsocialistiska Samlingspartiet و Nationalsocialistiska Förbundet والوحدات الاشتراكية الوطنية المحلية المرتبطة بالداعية Sven Hallström في أوميو.
وكان زعيم الحزب العقيد مارتن إكستروم.
تميز الحزب عن غيره من المجموعات الاشتراكية القومية السويدية بعلاقاته مع الطبقة العليا السويدية. كان الحزب أصغر من الحزبين الاشتراكيين الوطنيين الرئيسيين في السويد في ذلك الوقت، وهما SNSP وNSAP. اختفى الحزب تدريجيا.